# 勒蒂涅
勒蒂涅（法語：Le Tignet，法語發音：[lə tiɲɛ]）是法国滨海阿尔卑斯省的一个市镇，位于该省西南部，属于格拉斯区。

## 地理
勒蒂涅（43°37'45"N, 6°50'37"E）面积11.26 平方千米，位于法国普罗旺斯-阿尔卑斯-蓝色海岸大区滨海阿尔卑斯省，该省份为法国东南部沿海省份，南濒地中海，西南至瓦尔省，西北接上普罗旺斯阿尔卑斯省，北部和东部与意大利接壤。
与勒蒂涅接壤的市镇（或旧市镇、城区）包括：佩梅纳德、锡亚涅河畔圣塞泽尔、斯佩拉塞德、蒙托鲁、塔讷龙。

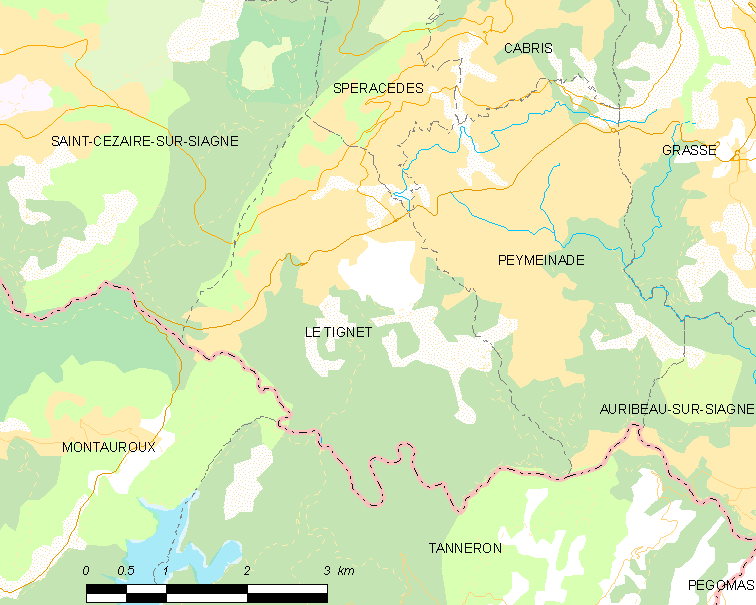
勒蒂涅的OSM定位图

勒蒂涅的时区为UTC+01:00、UTC+02:00（夏令时）。

## 行政
勒蒂涅的邮政编码为06530，INSEE市镇编码为06140。

## 政治
勒蒂涅所属的省级选区为格拉斯第一县。

## 人口

1962-2008年间勒蒂涅人口变化图示

勒蒂涅于2022年1月1日时的人口数量为3158人。